# ダブラト・ボボノフ
ダブラト・ボボノフ（Davlat Bobonov　1997年6月7日- ）はウズベキスタン出身の柔道選手。階級は90kg級。

## 経歴
2014年のアジアユース73kg級で3位になった。その後階級を81kg級に上げると、2016年に地元で開催されたグランプリ・タシュケントでは決勝で渡邉勇人を破ってIJFワールド柔道ツアー初優勝を飾った。2017年の世界選手権では4回戦で永瀬貴規に反則勝ちするも7位だった。その後階級を90kg級に上げると、2019年のユニバーシアードでは3位、グランドスラム・大阪では決勝でジョージアのベカ・グビニアシビリに逆転負けするも2位になった。2020年のグランドスラム・デュッセルドルフではオール一本勝ちで優勝した。2021年のアジア・オセアニア選手権では決勝で向翔一郎を破って優勝した。世界選手権では決勝でスペインのニコロス・シェラザディシビリに敗れるが2位になった。7月に日本武道館で開催された東京オリンピックでは準々決勝でジョージアのラシャ・ベカウリにダイビングによる反則負けを喫したが、その後の敗者復活戦でシェラザディシビリを破るなどして3位になった。2022年には地元で開催された世界選手権の準決勝でオリンピックチャンピオンとなったベカウリにダイビングによる反則勝ちを収めると、決勝ではイタリアのクリスティアン・パルラティにも反則勝ちして優勝を飾った。2023年に地元で開催されたグランドスラム・タシケントでは決勝で村尾三四郎に反則勝ちして優勝した。世界選手権には出場しなかったが、ワールドマスターズで3位になった。2024年の世界選手権では3回戦で敗れた。パリオリンピックでは初戦で敗れた。
IJF世界ランキングは3945ポイント獲得で1位(23/9/25現在)。

## 主な戦績
- 2014年 - アジアユース　3位(73kg級)

81kg級での戦績
- 2016年 - グランプリ・タシュケント　優勝
- 2017年 - イスラム諸国連帯競技大会　3位
- 2017年 - 世界選手権　7位

90kg級での戦績
- 2019年 - ユニバーシアード　3位
- 2019年 - グランドスラム・大阪　2位
- 2020年 - グランドスラム・デュッセルドルフ　優勝
- 2021年 - グランドスラム・タシケント　2位
- 2021年 - グランドスラム・トビリシ　3位
- 2021年 - アジア・オセアニア選手権　個人戦　優勝　団体戦　3位
- 2021年 -　世界選手権　2位
- 2021年 -　東京オリンピック　3位
- 2021年 -　グランドスラム・アブダビ 3位
- 2022年 -　グランドスラム・パリ　3位
- 2022年 -　グランドスラム・ウランバートル　2位
- 2022年 - イスラム諸国連帯競技大会　3位
- 2022年 -　世界選手権　優勝
- 2022年 -　ワールドマスターズ　5位
- 2023年 -　グランドスラム・タシケント　優勝
- 2023年 -　ワールドマスターズ　3位
- 2023年 - アジア大会　個人戦　優勝　団体戦　2位
- 2024年 -　グランドスラム・タシケント　3位

(出典、JudoInside.com)